# Hunter–Dulin Building
El edificio Hunter-Dulin (también conocido como California Commercial Wool Building o 111 Sutter Street) es un edificio de oficinas de clase A ubicado en 111 Sutter Street en San Francisco, California.

## Descripción e historia
De 25 pisos, 94m, se completó en 1927. Fue incluido en el Registro Nacional de Lugares Históricos el 17 de abril de 1997. Fue totalmente restaurado y renovado entre 1999 y 2001.
Sirvió como sede de la costa oeste de la National Broadcasting Company desde 1927 hasta 1942; las oficinas ejecutivas estaban ubicadas en el piso 21 y las oficinas del estudio estaban ubicadas en el 22. El piso 22 estuvo ocupado anteriormente por la firma de préstamos entre pares Prosper Marketplace. 111 Sutter Street también fue la ubicación ficticia de la agencia de detectives "Spade & Archer" en el famoso libro de 1930 de Dashell Hammett, "El halcón maltés". Según Hammett, la oficina de Sam Spade estaba ubicada en el quinto piso.